# Columbella
Genre
Synonymes
- Colombella
- Pygmaea Mörch, 1859

Columbella est un genre de mollusques gastéropodes marins de l'ordre des Neogastropoda et de la famille des Columbellidae.

## Liste des espèces
Selon World Register of Marine Species (19 septembre 2019) :
- Columbella adansoni Menke, 1853

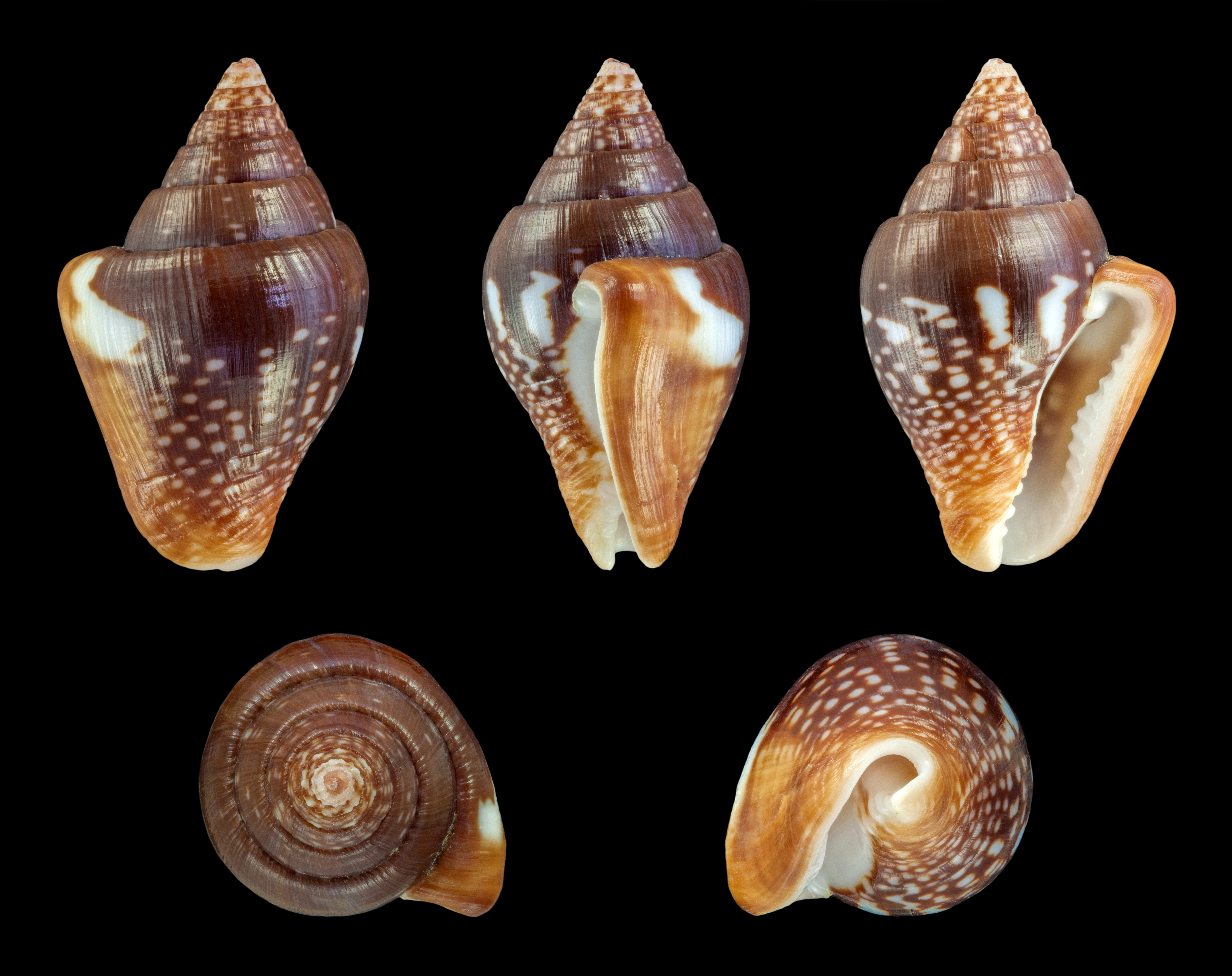
Des Columbella Major. Longueur 1,5cm.

- Columbella aureomexicana (Howard, 1963)
- Columbella castanea G.B. Sowerby, 1832
- Columbella costa Simone, 2007
- Columbella dysoni Reeve, 1859
- Columbella fuscata G.B. Sowerby, 1832
- Columbella haemastoma Sowerby, 1832
- Columbella labiosa Sowerby, 1822
- Columbella major Sowerby, 1832
- Columbella marrae Garcia E., 1999
- Columbella mercatoria (Linnaeus, 1758)
- Columbella paytensis Lesson, 1830
- Columbella rustica (Linnaeus, 1758)
- Columbella rusticoides Heilprin, 1886
- Columbella socorroensis Shasky, 1970
- Columbella sonsonatensis (Mörch, 1860)
- Columbella strombiformis Lamarck, 1822

Nomen dubium
- Columbella erythraeensis
- Columbella nomanensis

Noms en synonymie
- Columbella (Strombina): un synonyme de Strombina
- Columbella alabastrum v. Martens, 1880: synonyme de Mitrella conspersa (Gaskoin, 1851)
- Columbella albina Kiener, 1840: synonyme de Mitrella albina (Kiener, 1841)
- Columbella alphonsiana Hervier, 1900: synonyme de Mitromorpha alphonsiana (Hervier, 1900)
- Columbella apicata Smith, 1899: synonyme de Mitrella apicata (E. A. Smith, 1899)
- Columbella azora Duclos, 1846: synonyme de Euplica festiva (Deshayes, 1834)
- Columbella catenata G.B. Sowerby I, 1844: synonyme de Anachis catenata (G.B. Sowerby, 1844)
- Columbella circumstriata Schepman, 1911 : synonyme de Mitrella circumstriata (Schepman, 1911)
- Columbella concinna G.B. Sowerby I, 1822: synonyme de Rhombinella laevigata (Linnaeus, 1758)
- Columbella coniformis G.B. Sowerby I, 1844: synonyme de Parametaria epamella (Duclos, 1840)
- Columbella conspersa: synonyme de Mitrella conspersa (Gaskoin, 1851)
- Columbella coronata G.B. Sowerby I, 1832: synonyme de Anachis coronata (G.B. Sowerby I, 1832)
- Columbella costellata G.B. Sowerby I, 1832: synonyme de Anachis vexillum (Reeve, 1858)
- Columbella costellata Broderip & G.B. Sowerby I, 1829: synonyme de Anachis costellata (Broderip & G.B. Sowerby I, 1829)
- Columbella decorata Gould, 1860 in 1859-61 : synonyme de Anachis sertularium (d'Orbigny, 1841)
- Columbella decussata Sowerby I, 1844: synonyme de Pyrene decussata (Sowerby I, 1844)
- Columbella dibolos Barnard, 1964: synonyme de Anarithma stepheni (Melvill & Standen, 1897)
- Columbella dichroa G.B. Sowerby I, 1844: synonyme de Mitrella dichroa (G.B. Sowerby I, 1844)
- Columbella dormitor G.B. Sowerby I, 1844: synonyme de Mitromorpha dormitor (Sowerby I, 1844)
- Columbella duclosiana G.B. Sowerby I, 1844: synonyme de Pseudanachis duclosiana (G.B. Sowerby I, 1844)
- Columbella elegans G. B. Sowerby I, 1832: synonyme de Strombina elegans (G. B. Sowerby I, 1832)
- Columbella elongata Schepman, 1911 : synonyme de Mitrella longissima Monsecour & Monsecour, 2007
- Columbella exilis: synonyme de Zafra exilis (Philippi, 1849)
- Columbella eximia: synonyme de Mitrella eximia (Reeve, 1846)
- Columbella fabula G.B. Sowerby I, 1844: synonyme de Pardalinops testudinaria (Link, 1807)
- Columbella fasciata G.B. Sowerby I, 1825: synonyme de Anachis fasciata (G.B. Sowerby I, 1825)
- Columbella flava (Bruguière, 1789): synonyme de Pyrene flava (Bruguière, 1789)
- Columbella floccata Reeve, 1859: synonyme de Mitrella floccata (Reeve, 1859)
- Columbella fluctuata G.B. Sowerby I, 1832: synonyme de Anachis fluctuata (G.B. Sowerby I, 1832)
- Columbella fulgurans Lamarck, 1822: synonyme de Pictocolumbella ocellata (Link, 1807)
- Columbella galaxias: synonyme de Mitrella nympha (Kiener, 1841)
- Columbella gervillei (Payraudeau 1826): synonyme de Mitrella gervillii (Payraudeau, 1826)
- Columbella gowllandi Brazier, 1874: synonyme de Zafra pumila (Dunker, 1858)
- Columbella guttata G.B. Sowerby I, 1832: synonyme de Mitrella guttata (G.B. Sowerby I, 1832)
- Columbella harpiformis G.B. Sowerby I, 1832: synonyme de Microcithara harpiformis (G.B. Sowerby I, 1832)
- Columbella impolita G.B. Sowerby I, 1844: synonyme de Mitrella impolita (G.B. Sowerby I, 1844)
- Columbella jaspidea G.B. Sowerby I, 1844: synonyme de Metanachis jaspidea (G.B. Sowerby I, 1844)
- Columbella kraussi G.B. Sowerby I, 1844: synonyme de Anachis kraussi (G.B. Sowerby I, 1844)
- Columbella ligula Duclos: synonyme de Mitrella ligula (Duclos, 1835)
- Columbella macandrewi G.B. Sowerby III, 1905: synonyme de Mitrella macandrewi (G.B. Sowerby III, 1905)
- Columbella mendicaria: synonyme de Engina mendicaria (Linnaeus, 1758)
- Columbella mindoroensis: synonyme de Mitrella mindorensis (Reeve, 1859)
- Columbella moleculina Duclos, 1846: synonyme de Mitrella moleculina (Duclos, 1840)
- Columbella moleculinella Dautzenberg, 1932 : synonyme de Pyreneola shepstonensis (Smith, 1910)
- Columbella nympha: synonyme de Mitrella nympha (Kiener, 1841)
- Columbella ostreicola G.B. Sowerby III, 1882: synonyme de Anachis ostreicola (G.B. Sowerby III, 1882)
- Columbella pacei Melvill & Standen, 1896: synonyme de Anarithma stepheni (Melvill & Standen, 1897)
- Columbella pardalina Lamarck, 1822: synonyme de Pardalinops testudinaria (Link, 1807)
- Columbella philippinarum Reeve, 1842 : synonyme de Parametaria epamella (Duclos, 1840)
- Columbella planaxiformis G.B. Sowerby III, 1894: synonyme de Mitrella bicincta (Gould, 1860)
- Columbella plexa Hedley, 1902: synonyme de Retizafra plexa (Hedley, 1902)
- Columbella plutonida Duclos, 1846: synonyme de Columbellopsis nycteis (Duclos, 1846)
- Columbella profundi Dall, 1889: synonyme de Astyris profundi (Dall, 1889)
- Columbella pumila Dunker, 1859: synonyme de Zafra pumila (Dunker, 1858)
- Columbella pupa G.B. Sowerby III, 1894: synonyme de Pyreneola pupa (G.B. Sowerby III, 1894)
- Columbella pusilla Pease, 1863: synonyme de Mitrella nympha (Kiener, 1841)
- Columbella regulus Souverbie, 1863: synonyme de Zafra pumila (Dunker, 1858)
- Columbella richardi (Dautzenberg & Fisher, 1906): synonyme de Anachis richardi (Dautzenberg & H. Fischer, 1906)
- Columbella savingyi: synonyme de Zafra savignyi (Moazzo, 1939)
- Columbella semipicta G.B. Sowerby III, 1894: synonyme de Pyreneola semipicta (G.B. Sowerby III, 1894)
- Columbella simplex Schepman, 1911 : synonyme de Mitrella simplex (Schepman, 1911)
- Columbella stepheni Melvill & Standen, 1897: synonyme de Anarithma stepheni (Melvill & Standen, 1897)
- Columbella suavis Smith, 1906 : synonyme de Astyris suavis (Smith, 1906)
- Columbella sublachryma Hervier, 1900: syno,nym of Anarithma sublachryma (Hervier, 1900)
- Columbella terpsichore: synonyme de Anachis terpsichore (G.B. Sowerby II, 1822)
- Columbella testudinaria: synonyme de Pardalinops testudinaria (Link, 1807)
- Columbella tringa: synonyme de Nitidella nitida (Lamarck, 1822)
- Columbella troglodytes Souverbie, 1866: synonyme de Zafra troglodytes (Souverbie in Souverbie & Montrouzier, 1866)
- Columbella turturina Lamarck, 1822: synonyme de Euplica turturina (Lamarck, 1822)
- Columbella varians Sowerby, 1832: synonyme de Euplica varians (G.B. Sowerby, 1832)
- Columbella versicolor Sowerby, 1832: synonyme de Euplica scripta (Lamarck, 1822)
- Columbella zebra (Wood, 1828): synonyme de Anachis miser (G. B. Sowerby I, 1844)
- Columbella zonata Gould, 1860: synonyme de Zafra mitriformis A. Adams, 1860

Selon the Indo-Pacific Molluscan Database, les noms suivants sont aussi en usage :
- Columbella perplexa Schepman, 1911
- Columbella supraplicata Smith, 1899